# Tylophora insulana
Tylophora insulana är en oleanderväxtart som beskrevs av Ying Tsiang och P. T. Li. Tylophora insulana ingår i släktet Tylophora och familjen oleanderväxter. Inga underarter finns listade i Catalogue of Life.